# Харіка Дронаваллі
Харіка Дронавалі (нар. 12 січня 1991, Ґунтур, Андхра-Прадеш) — індійська шахістка гросмейстер (2011).
Її рейтинг станом на березень 2020 року — 2517 (9-те місце у світі, 2-ге — серед шахісток Індії).
Вона поступово здобула славу, перемігши на чемпіонаті світу серед дівчат в категоріях до 14 і до 18 років. У 2011 виграла чемпіонат Азії з шахів серед жінок. Її особистим тренером є Н. В. С. Раджу. Харіка здобула титул гросмейстера в липні 2011. Її шаховими кумирами є
Володимир Крамник, Юдіт Полгар і Вішванатан Ананд.

## Досягнення
- Тричі виграла чемпіонат Співдружності серед жінок у 2006, 2007 і 2010.
- Тричі вигравала чемпіонат світу серед дівчат: в 2004 і 2006 роках — до 14, до 18 років.
- У 2008 році виграла чемпіонат світу серед юніорок у Газіантепі, Туреччина, випередивши на очко найближчу конкурентку[5].
- Здобула нагороду Арджуна 2007 року.
- Показала найкращий результат у заліку серед жінок на турнірі Гібралтар 2008 року.
- Виграла бронзову медаль на Азійських іграх 2010 в індивідуальному заліку зі швидких шахів серед жінок.[6]
- Досягла чвертьфіналу чемпіонату світу серед жінок 2010[7].
- Стала другою індійською шахісткою (після Гампі Конеру), що здобула звання гросмейстера на рівні чоловіків[8].
- Потрапила до півфіналу чемпіонату світу серед жінок 2012 року, але поступилась в ньому Антоанеті Стефановій.
- Потрапила до півфіналу чемпіонату світу серед жінок 2015 року, та знову поступилась, цього разу Марії Музичук[9].
- Потрапила до півфіналу чемпіонату світу серед жінок 2017 року, вкотре поступилась, цього разу Тань Чжун'ї[10].
- Поступилася у 1/8 фіналу чемпіонату світу серед жінок 2018 року Олександрі Костенюк[11].

## Зміни рейтингу
| На цьому місці має відображатися графік чи діаграма, однак з технічних причин його відображення наразі вимкнено. Будь ласка, не видаляйте код, який викликає це повідомлення. Розробники вже працюють для того, щоби відновити штатне функціонування цього графіка або діаграми. | |
| | На цьому місці має відображатися графік чи діаграма, однак з технічних причин його відображення наразі вимкнено. Будь ласка, не видаляйте код, який викликає це повідомлення. Розробники вже працюють для того, щоби відновити штатне функціонування цього графіка або діаграми. |